# Vinnufossen
Vinnufossen nebo také Vinnufallet je vodopád v Norsku. Má výšku 860 m a je tak nejvyšší v Norsku i Evropě a šestý nejvyšší na světě. Jedná se o kaskádovitý vodopád, nejvyšší stupeň má výšku 420 m.